# Henryk Łowmiański

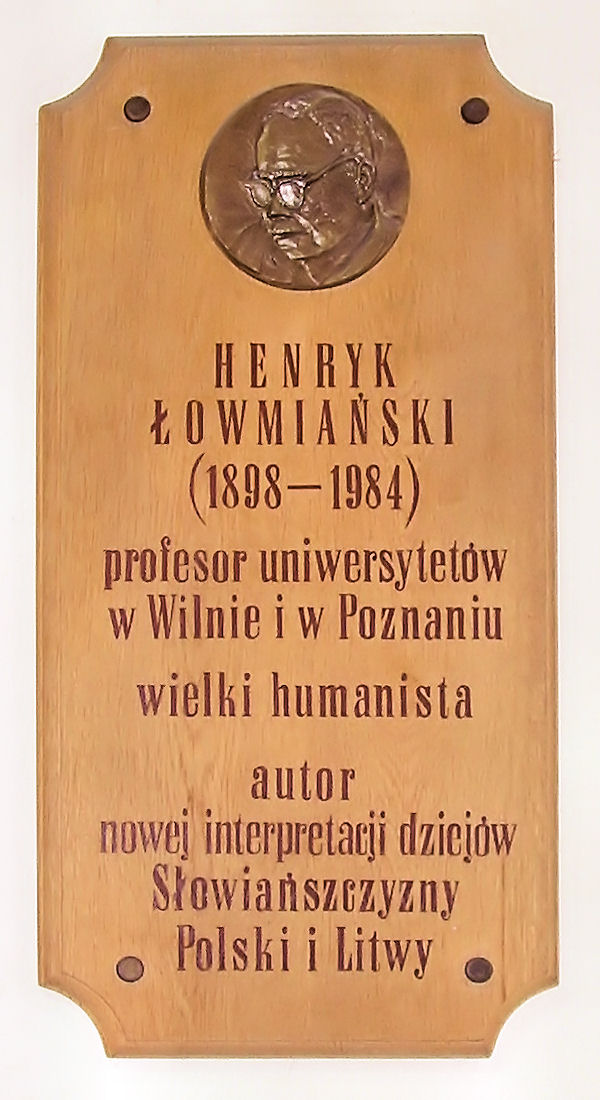
Tablica pamiątkowa w gmachu Collegium Historicum UAM

Henryk Łowmiański (ur. 22 sierpnia 1898 w Daugudziach, zm. 4 września 1984 w Poznaniu) – polski historyk, mediewista, autor m.in. monumentalnej monografii Początki Polski (1963–1985). Budowniczy Polski Ludowej.

## Życiorys
Urodził się w rodzinie Konstantego i Kazimiery z Rudzińskich. Po okresie nauki domowej uczęszczał do szkół średnich najpierw w Wilnie, a potem w Czernihowie, gdzie w 1916 r. uzyskał świadectwo dojrzałości. W latach 1916–1918 studiował na Wydziale Historyczno-Filologicznym Uniwersytetu Kijowskiego. Od roku akademickiego 1919/20 studia historyczne kontynuował na Wydziale Humanistycznym Uniwersytetu Stefana Batorego w Wilnie i tam je ukończył. Tam został następnie zatrudniony i odbył swoją dalszą ścieżkę naukową. Kształtował się głównie pod okiem Kazimierza Chodynickiego i Stanisława Kościałkowskiego. Doktoryzował się w 1924 r. pracą „Wchody” miast litewskich w XVI wieku (promotor prof. Feliks Koneczny). Był to pierwszy doktorat z historii na odnowionym wileńskim uniwersytecie. Habilitował się w 1932 dwutomową pracą Studia nad początkami społeczeństwa i państwa litewskiego. W latach 1929–1933 pracował jako kierownik w Archiwum Miasta Wilna. W 1933 r. objął na wileńskim uniwersytecie katedrę historii Europy wschodniej, którą piastował do 1939 r. Od 1938 był członkiem Polskiej Akademii Umiejętności. Karierę naukową zatrzymał wybuch II wojny światowej.
W czasie wojny pracował w Archiwum Państwowym w Wilnie, gromadząc przy okazji materiały do swych przyszłych prac. Wobec przesunięcia granic Polski na zachód, musiał po wojnie szukać nowego miejsca zatrudnienia.
W 1945 r. przeniósł się najpierw na krótko do Łodzi, a zaraz później na zaproszenie dziekana Wydziału Humanistycznego Uniwersytetu Poznańskiego Kazimierza Tymienieckiego do Poznania, gdzie objął Katedrę Historii Europy Wschodniej (później przemianowaną na Katedrę Historii Narodów ZSRR). Od 1953 r. był kierownikiem działu historii średniowiecznej Instytutu Historii PAN. W latach 1951–1956/1957 był kierownikiem katedr historycznych na Uniwersytecie im. Adama Mickiewicza, a w latach 1956/1957–1968 był dyrektorem Instytutu Historii UAM. Zasiadał w komitecie redakcyjnym „Roczników Historycznych”.
W 1952 r. został członkiem korespondentem, a w 1956 r. członkiem rzeczywistym PAN.
Zginął tragicznie 4 września 1984 r., potrącony przez tramwaj na ul. Grunwaldzkiej w Poznaniu. Został pochowany w grobowcu rodzinnym małżonki na cmentarzu parafialnym w podłódzkim Rzgowie (sektor E, nr 251, 252). 

## Życie prywatne
W 1924 r. poślubił Marię Plackowską, którą poznał na studiach.

## Działalność naukowa
W trakcie pracy w Wilnie, w swoich badaniach koncentrował się na dziejach Europy Wschodniej, a w jej obrębie przede wszystkim na historii Litwy i Białorusi. Jego najpoważniejsza i najbardziej twórcza praca z tego okresu to rozprawa habilitacyjna Studia nad początkami społeczeństwa i państwa litewskiego, w której dokonał syntezy i analizy dziejów plemion Litwinów-Żmudzinów, Łotyszów i Prusów począwszy od schyłku XIII wieku. W dwóch kolejnych przedwojennych publikacjach skupił się na uniach polsko-litewskich doby Jagiellonów, wyjaśniając źródła zainteresowań związkami z Polską ze strony Litwy oraz rolę w tych procesach Witolda. Wielkiemu księciu litewskiemu poświęcił też jeszcze jedną publikację, mianowicie jego biografię. Badał również dzieje pogańskich Prus, a pod koniec lat trzydziestych Białorusi – zwłaszcza miasta Mohylewa.
Po wojnie w znacznej mierze przeorientował się na prahistorię i historię wczesnośredniowieczną Polski. Najważniejsza z jego prac w tym zakresie to Podstawy gospodarcze formowania się państw słowiańskich. Łowmiański odpowiadał w niej na pytanie, jak wydajne muszą być zdolności produkcyjne społeczności, aby mogła ona wpierw wyżywić i utrzymać aparat administracji oraz drużynę wodza, a następnie całą klasę panującą z księciem na czele. W wyniku badań nad źródłami antycznymi i wczesnośredniowiecznymi oraz rezultatami prac archeologicznych Łowmiański przedstawił tezę, że państwo ponadplemienne w tej części świata może powstać i utrzymać swoją organizację, jeśli jego plemiona przejdą na osiadły tryb życia i uczynią głównym środkiem produkcji rolnictwo. Wykazał też, że w krajach słowiańskich takie warunki wystąpiły pomiędzy VI a VIII wiekiem. Przejście w tym czasie z ekstensywnej eksploatacji ziemi opartej na gospodarce żarowej i zastosowanie uprawy ornej za pomocą radła lub sochy zwiększyło plony na tyle, że wytworzyła się nadwyżka przeznaczona nie na cele konsumpcyjne, ale na obrót gospodarczy.
Od 1953 r. w ramach Instytutu Historii PAN podjął się opracowania nowoczesnej jak na ówczesne standardy syntezy dziejów polskich na podstawie założeń materializmu dialektycznego i zredagował jego pierwszy tom obejmujący historię do roku 1764. Następnie prowadził badania nad genezą Rusi Kijowskiej (zajmując stanowisko umiarkowanie antynormanistyczne – tj. ograniczające rolę Normanów w procesie państwowotwórczym) oraz Polski piastowskiej (w szerszym kontekście historii całej Słowiańszczyzny). Dowodził, że kluczowe znaczenie dla kwestii powstania państw słowiańskich miałoby „prawo koniecznej zgodności stosunków produkcji z charakterem sił wytwórczych”. Po wydaniu szeregu prac przygotowawczych w latach 1956–1962, a następnie w latach 1963–1973 opublikował dzieło swojego życia – monumentalne pięciotomowe Początki Polski o łącznej obszerności 2431 stron. Przy okazji stworzył też publikację pomocniczą na temat pogańskich religii Słowian. U schyłku życia sporządził szósty tom, wydany pośmiertnie w 1985 r., który w założeniu miał być wyłącznie obszernym indeksem do poprzednich pięciu, jednakże w znacznej części stanowił on treść merytoryczną – przyczynek do całkiem nowej syntezy badanych dziejów.
Henryk Łowmiański znany był, zwłaszcza u schyłku życia, z całkowicie regularnego uczęszczania na stanowisko swojej pracy twórczej do czytelni Biblioteki Uniwersyteckiej. Przybywał do niej z niemal idealną dokładnością codziennie ok. godziny 9.00. Tylko raz uniemożliwiono profesorowi skorzystanie z księgozbioru – w 1980 r., gdy biblioteka strajkowała i jej pracownicy odmówili mu (jak wszystkim innym) wejścia do środka. W drodze do biblioteki prof. Łowmiański był także w dniu, w którym uległ śmiertelnemu wypadkowi drogowemu. Po śmierci Łowmiańskiego, pracownicy Biblioteki Uniwersyteckiej opublikowali na łamach lokalnej prasy obszerny nekrolog.
Choć na Uniwersytecie Adama Mickiewicza Łowmiański przez wiele lat piastował kierownicze stanowiska, jednak w rzeczywistości oddany był nauce i nie lubił pracy biurowo-administracyjnej. Objawiało się to w różnego rodzaju aktach roztargnienia w czasie jej wykonywania, m.in. zatrudnionej w Instytucie Historii kobiecie przybił na podaniu o urlop macierzyński pieczątkę „Sprawdzono pod względem merytorycznym”.

## Uczniowie
Jego uczniami byli: prof. Juliusz Bardach, prof. Artur Kijas, prof. Marceli Kosman, doc. Józef Morzy, prof. Jerzy Ochmański, prof. Barbara Topolska, prof. Leonid Żytkowicz.

## Publikacje
- „Wchody” miast litewskich (1923–1924), [w:] Ateneum Wileńskim t. 1 (s. 398–466) i t. 2 (s. 1–30)
- Witold wielki książę litewski (1930)
- Studia nad początkami społeczeństwa i państwa litewskiego (1931–32)
- Uwagi o sprawie podłoża społecznego i gospodarczego Unii Jagiellońskiej (1934)
- Prusy pogańskie (1935) [wydanie ang. The Ancient Prussians (1936)]
- Wcielenie Litwy do Polski w 1386 roku (1937)
- Handel Mohylewa w XVI w. (1938)
- Struktura gospodarcza Mohylewa w czasach pomiary włócznej (1939)
- Imię chrzestne Mieszka I (1948)
- Podstawy gospodarcze formowania się państw słowiańskich (1953)
- Zagadnienia roli Normanów w genezie państw słowiańskich (1957)
- Historia Polski do roku 1764 (1957–1958)
- Geneza państwa ruskiego jako wynik procesu wewnętrznego (1962)
- Początki Polski t. I–VI (1963–1985)
- Religia Słowian i jej upadek (w. VI–XII) (1979)
- Studia nad dziejami Wielkiego Księstwa Litewskiego (1983)
- Studia nad dziejami Słowiańszczyzny, Polski i Rusi w wiekach średnich (1986)
- Prusy – Litwa – Krzyżacy (1989)
- Zaludnienie państwa litewskiego w wieku XVI: zaludnienie w roku 1528 (1998)
- Polityka Jagiellonów (1999)

## Ordery i odznaczenia
- Order Budowniczych Polski Ludowej (1974)[11]
- Order Sztandaru Pracy II klasy (16 lipca 1954)[12]
- Krzyż Oficerski Orderu Odrodzenia Polski (22 lipca 1951)[13]
- Medal 10-lecia Polski Ludowej (14 stycznia 1955)[14]

## Nagrody
- Nagroda Państwowa I stopnia za całość prac naukowych w minionym 10-leciu, a w szczególności za dzieło pt. Podstawy gospodarcze formowania się państw Słowiańskich (1955)[15]
- Nagroda Państwowa I stopnia z okazji 20-lecia Polski Ludowej (22 lipca 1964)[16]

## Upamiętnienie
Dla uczczenia pamięci historyka, jego uczniowie 30 maja 1989 założyli Fundację Historyczną im. prof. Henryka Łowmiańskiego.